# Xã Ward, Quận Clarke, Iowa
Xã Ward (tiếng Anh: Ward Township) là một xã thuộc quận Clarke, tiểu bang Iowa, Hoa Kỳ. Năm 2010, dân số của xã này là 263 người.